# 動画 (アニメ制作)
アニメ制作における動画（、英: in-between animation）は清書された一連の線画、あるいはこれを作画する工程・役職である。

## 概要
動画はアニメの作画工程のひとつであり、原画が清書されそれらの間のコマが描かれる（⇒#動画 (工程)）。この工程により最終的なアニメ作品に表示される一連の線画が得られ、この線画素材そのものもまた動画と呼ばれる（⇒#動画 (素材)）。担当スタッフもまた動画と呼ばれる（⇒#動画 (役職)）。

## 動画 (素材)
アニメの素材における動画（）は清書された一連の線画である。
動画はアニメ作品に直接反映される輪郭線や色面境界が清書された線画であり、原画と原画に跨る一連の動きが各コマに描かれている。

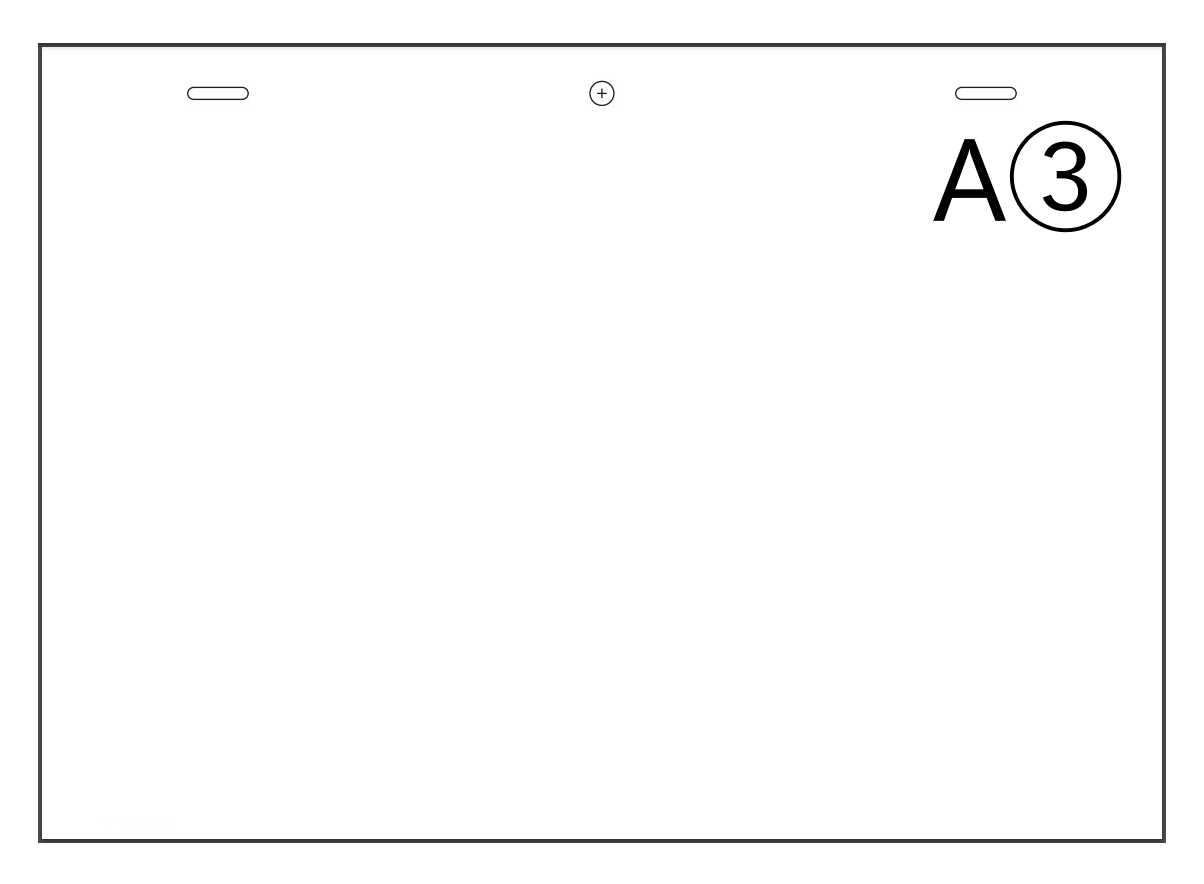
動画番号が書かれた動画用紙

### 動画番号
動画番号（）は動画に割り振られる管理番号である。
カット単位・セル単位でつけられる。動画抜け落ちが確認しやすいよう、自然数の連番がカット冒頭から順に与えられる（原画番号とは独立）。一連の動画に番号を付与した後で追加動画が現れた場合は最大値+1の数値が割り振られる（小数点は抜け落ち確認等が難しくなるので普通使われない）。基準となる動画が確認しやすいよう、原トレは番号が◯で囲まれ、中割参考ベースの動画は番号が△で囲まれる。動画用紙にはセル記号とともに「A3」「B⑤」のような形で右上に記載され、各セルの最大番号では「A⑨ END」のような形で END 記号がつく。

### タメツメ
タメツメは原画寄りに詰まった中割をして動きに溜めを作ること、またそこから生まれるアニメーションの緩急・メリハリ・ケレン味である。ツメタメとも。
中割の詰めは動きの速度感を決めるため、詰めによって動きが遅い領域（動きの溜め）が現れる。誇張を得意とするアニメでは詰めを駆使することで標準的な肉体の物理的運動以上に溜めを長く見せてアニメーションにメリハリをつけることがしばしばある。この詰めによる動きの溜め作り、またそれによる動きの緩急・アクションのメリハリ・動画のケレン味がタメツメである。「タメツメが利いている」「タメツメを強調」といった用法でこの語は用いられる。
3DCG分野では部分的な尺の短縮（=動きの詰め=ツメ）と部分的な尺の延長（=動きの溜め=タメ）によるアクションの誇張をタメツメと呼ぶことがある。この意味の場合「ツメ」の意味が作画アニメと大きく異なる（真逆になる）ため、意志疎通時に注意が必要である。

### 二値化
多くの実務において動画の線は二値化される。アナログ動画であれば仕上のスキャン時に、デジタル動画であれば動画検査後のエクスポート時に二値化される（あるいは描線段階から二値ペン）。
二値化の目的は彩色の効率化である。アンチエイリアスの効いた線は純白（#ffffff）ではないがほぼ白のピクセルを生むため、バケツツールで彩色すると塗られないほぼ白のピクセルがポツポツと残る。これを解決するための閾値設定はそれ特有の問題をまた引き起こすため、現行のデファクトでは彩色前にそもそも二値化（=アンチエイリアスoff）することで問題を回避し制作を効率化している。二値化に伴うジャギーは撮影におけるスムージングで解消される。
動画の途中段階をアンチエイリアスONで制作した場合、二値化する段階で線のニュアンスが変わる/失われるという指摘がしばしばなされている。

### ヌキ指示
ヌキ指示（）は透過領域を指定する指示である。

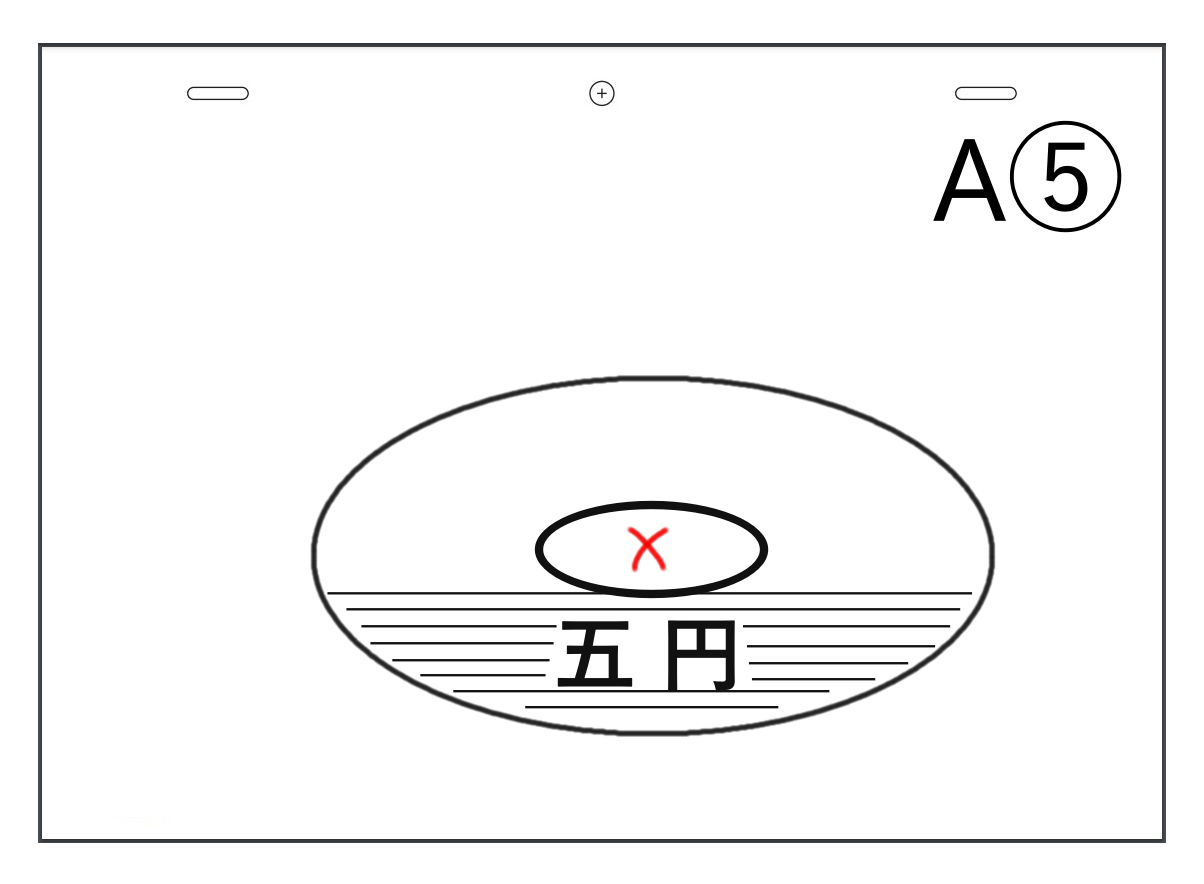
5円玉の画に対するヌキ指示

動画は線画であり、一見すると透過すべき（背景がみえるべき）隙間がわかりづらい。これを明示する指示がヌキ指示である。動画内の透過領域部に✘マークあるいは「ヌキ」と書くことで仕上に対する指示となる。

## 動画 (工程)
アニメの制作工程における動画（）は清書された一連の線画を描く工程である。
動画は原画・修正原画・指示書を素材とし、クリーンナップと中割の2つのサブ工程で構成される。ディズニー作品などの海外劇場作品では「動画」と「クリンナップ」は別セクションで行う。

### クリーンナップ
クリーンナップは原画をトレースし清書する工程である。原画トレスとも。後工程は中割である。

### 中割
中割（）は原画トレスのコマを埋めるように一連の動きを描く工程である。
前工程はクリーンナップであり、後工程は動画検査あるいは仕上である。現在では原画の段階でタイミングや動きの軌道を決め込んでおくのが主流で、そこに動画マンのオリジナリティを発揮することは基本的には要求されない。

#### 中割の分類
中割では前後の原画を繋ぐ軌道のいずれかの位置で画を切り取る/補間する。軌道上のどの位置で中割するか（アニメーションにおけるスペーシング（英: spacing））によって中割は以下のように分類できる：

##### 均等割り
均等割り（）は原画間を等間隔を割った中割である。
均等割りすると隣り合う動画間の変化が一定であるため、等間隔のコマ打ちをした場合、縦横への動きであれば等速運動になる。

##### 詰め
詰め（）は中割位置を原画側に寄せることである。ツメとも。
寄せ方によって先詰め、後詰め、両詰めに分けられる。

###### 先詰め
先詰め（）は先の原画側の間隔を詰めて割った中割である。先ヅメとも。
先詰めすると隣り合う動画間の変化が前ほど小さく・後ろほど大きくなるため、等間隔のコマ打ちをした場合、動きが始めは小さく遅く・終わりは大きく速くなる。つまり後詰めと対照的な動きになる。

###### 後詰め
後詰め（）は後の原画側の間隔を詰めて割った中割である。後ヅメとも。
後詰めすると隣り合う動画間の変化が前ほど大きく・後ろほど小さくなるため、等間隔のコマ打ちをした場合、動きが始めは大きく速く・終わりは小さく遅くなる。つまり先詰めと対照的な動きになる。

###### 両詰め
両詰め（）は先後両方の原画側で間隔を詰めて割った中割である。両ヅメとも。
両詰めすると隣り合う動画間の変化が前後で小さく・中盤で大きくなるため、等間隔のコマ打ちをした場合、動きが始めは小さく遅く・中盤で大きく速く・終わりはまた小さく遅くなる。つまり先詰めと後詰めを組み合わせた動きになる。

#### 中割指示
中割指示（）は中割が前後の原画間のどの位置を補間するか表した指示である。ツメ指示、ゲージとも。

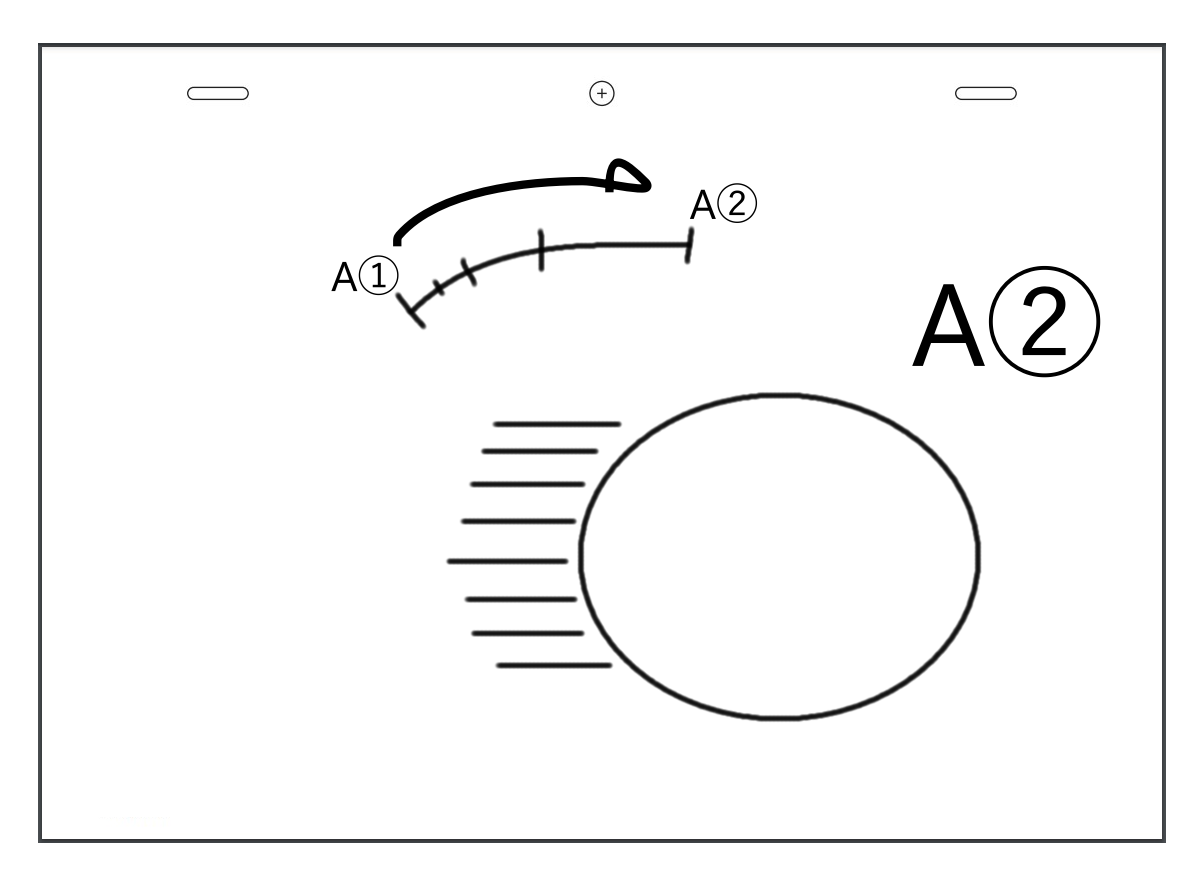
ツメ指示のある原画

中割指示は詰めの指示であり、動画の枚数と前後の原画に対する相対位置が指定されている。原画にゲージ状の図を用いて描かれる。フルデジタル作画の場合、補間カーブ図を用いて表現されることもある。

#### 中割参考
中割参考（）は中割に用いられる動画のアタリである。
中割参考は「中割のラフ原」に近い位置づけの参考資料である。動きの軌道を明確にコントロールしたい場合や、動画マンの腕に依らない品質担保がしたい場合に用意される。参考とはいえ原画に近い位置づけであるため、動画マンは原則として中割参考に従って中割をおこなう。そのため品質の低い中割参考は動画の品質をむしろ落としてしまう危険性がある。
中割参考は原画マンや作監が原画工程で描く場合と動画検査が事前チェックとして描く場合がある。中割参考の番号は△で囲まれる。

#### 自動中割
自動中割（、英: automatic inbetweening）はコンピュータを用いた中割である。キーフレーム法（、英: key framing）とも。
アニメ制作において中割は大きな労力を要する工程である。商業TVアニメシリーズでは1話あたり3千~1万枚を要し、数十人による分業で作画されている。そのためコストが高く、また作業者依存と伝言ゲームにより品質保証が難しい。これを解決するため様々な自動中割ソフトウェアが開発・販売されている。2Dアニメーション制作ソフト一覧に具体的なソフトが挙げられている。中割に特化したソフトウェアとしては CACANi などがある。

### 関連工程

#### 動画検査
動画検査（）は動画に不具合がないか検査する工程である。動画チェックとも呼ばれ、動検とも略称される。
不完全な動画が次工程に流れ手戻りするリスクや完成作品まで残ってしまうリスクを低減するため、動画作成後に動画をチェックする工程が動画検査である。日本型作画システムによる分業の中で、動画にも原画同様に管理役職が登場し、リテイク、動画修正が行われるようになる。近年では国外に「仕上げ」込みで発注されることも多く、動画の検査作業は思うように出来ない場合も多い為、動画を外注に出す前に動検を通しラフや参考を入れておくことで質の向上を図るというパターンも増えてきている。

#### 動仕
動仕（）は動画と仕上を一体化した工程である。
動仕では動画検査をおこなわない。

## 動画 (役職)
アニメの制作スタッフにおける動画（、英: In-Between-Animator, In-Betweeners）は清書された一連の線画を描く役職である。動画マン（）とも。
動画はアニメーターの一種である。原画をクリンナップし中割することで動画をつくる役割を担っている。最終的な映像に表示される清書された線画を描くため、高品質の線を描く技能が必須である。また（近年は過剰なまでの中割参考が添付されがちとはいえ）三次元のアニメーションの軌道を原画から読み取り理解して中割するため、演技理解と立体的作画能力が必須である。特にデッサン割にあたってこれらの能力は必須である。
動画のキャリアや労働環境についてはアニメーターを参照。

## 国外発注
仕上げ(彩色)とセットで、海外（現在では、主に中国や韓国）に下請けに出されることが多い。
自前のスタジオを海外に持つような場合を除けば、国内外に拠点を持つ仲介業者が介在するため、人件費の安い国であっても基本的に国内と単価は同じである。
海外に動画を出す主な理由はある程度質を犠牲にして得られる早さと量による場合が多い。十分な期間さえあれば海外でも国内と遜色ない質で上がってくる場合も多いが、逆にそれは海外に飛ばす手間や時間がデメリットとなるためあまり意味が無い。近年では原画をスキャンして現地でプリントアウトしたうえで動画作業を行う電送と呼ばれる手段を使うこともあるが、スキャン→プリント時にズレが発生して正確な作業が出来ないことから質の保証は出来ず、電送が行われるのはスケジュールが切迫している状況である場合がほとんどである。